# 欖仁樹
榄仁树（學名： Terminalia catappa）別稱大葉欖仁樹、涼扇樹、枇杷樹、山枇杷樹、法國枇杷、楠仁樹、雨傘樹、島朴及古巴梯斯樹等，為使君子科欖仁樹屬植物。

## 形態
欖仁樹因果實的形狀貌似橄欖的核，故而得名。欖仁樹是一種落葉喬木，高可達15米或更高，花期3－7月，果期7－9月。
枝幹平展，側枝輪生，近頂端密披黃色絨毛，落葉後有密而明顯的葉痕，樹冠層傘形，老樹有明顯板根；樹皮縱裂呈剝落狀，褐黑色。
單葉互生，於枝頂叢生層次分明，倒卵形，革質，全緣；葉基部截形或狹心形，先端鈍圓或短尖，中部以下漸狹，葉兩面無毛或幼時背部披疏軟毛，葉基背偶有一對腺體，主脈粗壯，表面下陷形成一淺槽，背面凸起，基部葉柄處披絨毛，側脈10－12對，網脈稠密，長約12－22厘米，寬約8－15厘米；葉柄披毛，短而粗壯，長約10－15毫米；秋季轉紅葉，冬季落葉。
花為穗狀花序長而纖細，腋生，雌雄異花植物，雄花長於花序上部，雌花或兩性花長於花序下部，長約15－20厘米；花多數，綠色或白色，長約10毫米；花盤由5個腺體組成，披白色粗毛；花苞片小，早落；缺乏花瓣；花萼筒杯狀，外面無毛，內面披白色柔毛，長約8毫米；萼齒5裂，白色，三角形，幾乎與萼筒等長；雄蕊10枚，伸出花萼之外，長約2.5毫米；子房呈圓錐形，幼時披毛，成熟時近無毛；花柱粗壯，胚球2顆，倒懸於室頂。
果為核果，扁橢球形，兩端稍漸尖，兩邊具稜，稜上具翅狀的狹邊像船隻的龍骨狀構造；果皮無毛含纖維質，堅硬，初為綠色，成熟時呈褐色，內果皮堅韌而質輕，能浮於水面而藉水傳播，長約3－4.5厘米，寬約2.5－3.1厘米。
種子矩圓形，1顆，成熟後可食，富含油脂，可榨油。
- 欖仁樹的果實
- 欖仁樹

## 分佈
欖仁樹常生於氣候溫熱的海邊沙灘或向陽處山坡草地上，現常栽培作行道樹。原產於臺灣島、馬來西亞、印度、巴基斯坦及太平洋諸島 。在中國大陸境內，分佈於海南、廣東、四川 、湖北 、雲南東南部。於越南、 大洋洲、及南美熱帶海岸等地均有分佈。

## 生長
欖仁樹喜生長於高溫濕潤的氣候，光線充足的環境，不拘土質，但種植於肥沃排水良好的砂質土壤中最佳，能耐旱抗風耐鹽性強。主要使用播種方式繁殖。同時果實能浮於水面，故亦具有海漂植物散布的特性。

## 用途
欖仁樹的樹皮性味苦、性涼，有收斂之效，對解毒止瘀、化痰止咳、痢疾、痰熱咳嗽及瘡瘍有治療功效。葉及嫩葉對疝痛、頭痛、發熱、風濕關節炎有治療功效。葉汁對皮膚病、痲瘋及疥癬有治療功效。種子性味苦、澀、性涼，可清熱解毒，對咽喉腫痛、痢疾及腫毒有治療功效。
欖仁樹的種子含油份，油份芳香含杏仁味，可供製成食品添加調味料及藥用；果皮含鞣質，可製成黑色染料；果皮、成葉及落葉均可染出黃褐與綠褐色系；而樹皮亦含有單寧成份，可製成黑色染料；木材可作船隻及家具等的用材。
欖仁樹的葉子枯萎後，收集起來煮過、泡製過後，可用水族中所謂的黑水，可加強泰國鬥魚發情,提高受孕,尤其可驗證在泰國鬥魚的繁殖中，因欖仁葉會釋放出色素;單寧酸，使水色變深，增加水色模擬黑水環境條件，可穩定魚兒的情緒,盡快解除緊迫,適應不良，加強提高體;尾和背鰭色澤，降低 PH值（增酸)，它含有大量的丹寧酸;腐植酸;葉酸等,可調節水的酸鹼值，軟水的作用，可以使水變稍為軟,不過也得看原水的軟硬度,如硬就得用更多葉子浸泡以達同樣效果，有大葉欖仁葉浸泡的魚缸，有生物死掉後會比較晚發霉，因此推斷大葉欖仁葉應該或多或少有些抑制黴菌生長的防腐功能。

## 外部連結
- Terminalia catappa香港教育城
- 欖仁樹植物通